# Gedgrave
Gedgrave is een civil parish in het bestuurlijke gebied Suffolk Coastal, in het Engelse graafschap Suffolk. Het maakt deel uit van de civil parish Orford and Gedgrave. In 2001 telde de toen nog zelfstandige civil parish 32 inwoners. In 1171 werd in het dorp een kerk gebouwd, gewijd aan de apostel Andreas. Zij kwam tot verval kort na de ontbinding van de kloosters door Hendrik VIII en werd in 1550 afgebroken.